# Skärmyren
Skärmyren är ett naturreservat i Mora kommun i Dalarnas län.
Området är naturskyddat sedan 2007 och är 37 hektar stort. Reservatet har bäcken Bjurvasseln som gräns i öster och består av högvuxen granskog med inslag av tall och lövträd